# الأزمة الأوكرانية السياسية عام 2007

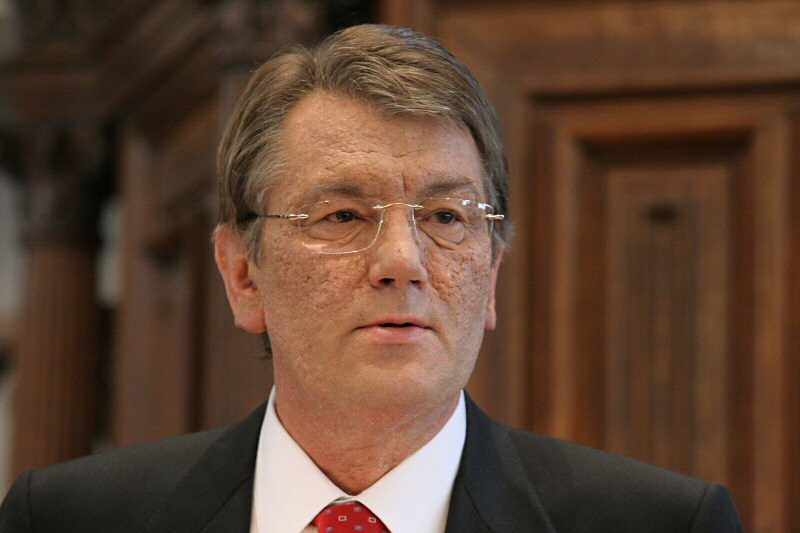
الرئيس الثالث لأوكرانيا المستقلة فيكتور يوشينكو (2005-2010) في جامعة أمستردام

تندرج الأزمة السياسية في أوكرانيا التي استمرت من أبريل إلى يونيو من عام 2007 ضمن المواجهة السياسية التي دارت بين الفصائل الائتلافية والمعارضة في المجلس الأعلى الأوكراني والتي نتج عنها إقامة الانتخابات البرلمانية الأوكرانية غير المقررة لعام 2007. بدأت الأزمة في 2 أبريل 2007 متمخضة عن أزمة طويلة الأمد وتدهور الائتلاف البرلماني عندما حاول رئيس أوكرانيا، فيكتور يوشينكو، حل البرلمان.
وقع الرئيس مرسومًا رئاسيًا يستند إلى عدة مواد من دستور أوكرانيا ينص على إجراء انتخابات برلمانية مبكرة في أوكرانيا بتاريخ 27 مايو 2007، إلا أنها أُرجئت لاحقًا لتصبح في 24 يونيو 2007. نص كذلك على أنه يتعين على حكومة أوكرانيا تمويل الانتخابات المعينة. وصف البرلمان وحكومة يانوكوفيتش هذا المرسوم بأنه غير دستوري ومنعا تخصيص أموال للانتخابات. قُدم استئناف ضد مرسوم الرئيس إلى المحكمة الدستورية الأوكرانية التي نظرت في الاستئناف. كان من المتوقع أن تختتم المحكمة الدستورية جلستها العلنية يوم الأربعاء، 25 أبريل 2007، عقب تقديم الحكومة والبرلمان رسالتهما، لتنظر المحكمة في حكمها.
علق فيكتور يوشينكو المرسوم وأرجأ موعد الانتخابات للموافقة على تشريع بشأن الانتخابات والمعارضة وعمل البرلمان.

## حل البرلمان وإجراء انتخابات جديدة
قبل حل البرلمان، كان النزاع على السلطة الذي دام ثمانية أشهر قائمًا بين الرئيس والبرلمان. قاطعت المعارضة الجلسات العامة للبرلمان بسبب النزاعات المستمرة على السلطة بين ائتلاف الوحدة الوطنية والمعارضة التي يدعمها الرئيس فيكتور يوشينكو.
قبل صدور مرسوم الرئيس في 2 أبريل والذي ينص على حل البرلمان الأوكراني، أيد 11 من أعضاء المعارضة الائتلاف الحاكم للوحدة الوطنية (التحالف المناهض للأزمة سابقًا). جادل الرئيس الأوكراني، فيكتور يوشينكو، بأن حق الأعضاء الفرديين في فصيل برلماني في دعم الائتلاف الحاكم يتعارض مع أحكام دستور أوكرانيا.
ورد في البند 6 من المادة 83، فيما يشار إليه عادة بالتفويض الإلزامي المنصوص عليه «وفًقا لنتائج الانتخابات وعلى أساس مُشترك جرى التوصل إليه بين مختلف المواقف السياسية، سيُشكّل ائتلاف من الفصائل البرلمانية في البرلمان الأوكراني ليشمل أغلبية نواب الشعب الأوكراني ضمن التكوين الدستوري للبرلمان الأوكراني».

انتقدت الجمعية البرلمانية لمجلس أوروبا حكم «التفويض الإلزامي» في دستور أوكرانيا بشدة باعتباره غير ديمقراطي. أكدت الجمعية البرلمانية ذلك في مذكرتها التفسيرية الصادرة بتاريخ 17 أبريل 2007.
على الرغم من امتلاك أوكرانيا أسبابها التاريخية التي تدفعها لتجنب تراكم السلطة في أيدي قوة سياسية واحدة، إلا أنه ينبغي عليها أن تنظر، في سياق التعديلات الدستورية المقبلة، فيما إذا كان من الأفضل للبلاد أن تتحول إلى نظام برلماني متكامل تتوافر فيه الضوابط والموازنات والضمانات المناسبة للمعارضة البرلمانية والمنافسة.
- الجمعية البرلمانية لمجلس أوروبا، 2007
في 2 أبريل، وقبل أسبوع من صدور المرسوم الأولي للرئيس والذي ينص على حل البرلمان الأوكراني، تجمع الآلاف من أنصار المعارضة في كييف، مطالبين الرئيس بحل البرلمان. اجتمع كذلك عدد مماثل من مؤيدي الأغلبية الحاكمة في فيرخوفنا رادا في كييف لدعم البرلمان الأوكراني.
في 2 أبريل، اجتمع الرئيس فيكتور يوشينكو مع رئيس الوزراء فيكتور يانوكوفيتش ورئيس البرلمان أولكسندر موروز، ووقع على المرسوم الأول لحل البرلمان الأوكراني ما أثار أزمة سياسية ودستورية أخرى في أوكرانيا.
في الساعة 11 بعد الظهر، أعلن الرئيس في خطاب متلفز موجه لمواطني الدولة مرسومه الذي يقضي بحل البرلمان وأمر بإجراء انتخابات برلمانية مبكرة في 27 مايو. في تحد لمرسوم الرئيس المعمول به، أقر رادا اقتراحًا يعلن عدم دستورية المرسوم، وأصدر أوامر تمنع تخصيص الأموال للانتخابات، وألغى أمر تعيين أعضاء لجنة الانتخابات. رفض مجلس الوزراء، المؤيد للبرلمان، تخصيص أموال للانتخابات الجديدة.